# Sticherus flagellaris
Sticherus flagellaris là một loài dương xỉ trong họ Gleicheniaceae. Loài này được Bory ex Willd. Ching mô tả khoa học đầu tiên năm 1940.